# Tianheyuan
Tianheyuan (kinesiska: 天合园, 天合园乡) är en socken i Kina. Den ligger i den autonoma regionen Inre Mongoliet, i den norra delen av landet, omkring 600 kilometer nordost om regionhuvudstaden Hohhot.
Genomsnittlig årsnederbörd är 497 millimeter. Den regnigaste månaden är juni, med i genomsnitt 142 mm nederbörd, och den torraste är december, med 3 mm nederbörd.